# Nyctipolus
Nyctipolus és un gènere d'ocells de la família dels caprimúlgids (Caprimulgidae) amb dues espècies que fins fa poc eren ubicades a Caprimulgus, gènere del que van ser separats arran els estudis de Han i col. 2010.

## Taxonomia
Segons la Classificació del Congrés Ornitològic Internacional (versió 3.5, 2013) aquest gènere està format per dues espècies:
- enganyapastors negrós (Nyctipolus nigrescens).
- enganyapastors pigmeu (Nyctipolus hirundinaceus).